# 6 Horas de Silverstone 2015
Las 6 Horas de Silverstone 2015 fue un evento de carreras deportivas de resistencia celebrado en el Circuito de Silverstone cerca de Silverstone, Inglaterra los días 10-12 de abril de 2015. El evento sirvió como la ronda de apertura de la Temporada 2015 del Campeonato Mundial de Resistencia de la FIA. La carrera fue ganada por el Audi R18 e-tron quattro No. 7 ingresado por Audi Sport Team Joest.

## Clasificación
Los ganadores de las poles en cada clase están marcados en negrita.
| Pos | Clase     | Equipo                           | Tiempo   | Grilla |
| --- | --------- | -------------------------------- | -------- | ------ |
| 1   | LMP1      | No. 17 Porsche Team              | 1:39.721 | 1      |
| 2   | LMP1      | No. 18 Porsche Team              | 1:40.340 | 2      |
| 3   | LMP1      | No. 8 Audi Sport Team Joest      | 1:40.352 | 3      |
| 4   | LMP1      | No. 1 Toyota Racing              | 1:40.382 | 4      |
| 5   | LMP1      | No. 7 Audi Sport Team Joest      | 1:41.153 | 5      |
| 6   | LMP1      | No. 2 Toyota Racing              | 1:41.694 | 6      |
| 7   | LMP2      | No. 28 G-Drive Racing            | 1:48.021 | 7      |
| 8   | LMP2      | No. 26 G-Drive Racing            | 1:48.083 | 8      |
| 9   | LMP2      | No. 47 KCMG                      | 1:49.389 | 9      |
| 10  | LMP2      | No. 36 Signatech Alpine          | 1:49.498 | 10     |
| 11  | LMP1      | No. 4 Team ByKolles              | 1:50.622 | 11     |
| 12  | LMP2      | No. 30 Extreme Speed Motorsports | 1:51.551 | 12     |
| 13  | LMP2      | No. 42 Strakka Racing            | 1:52.284 | 13     |
| 14  | LMP2      | No. 35 OAK Racing                | 1:53.457 | 14     |
| 15  | LMP2      | No. 31 Extreme Speed Motorsports | 1:55.491 | 15     |
| 16  | LMGTE Pro | No. 95 Aston Martin Racing       | 1:59.970 | 16     |
| 17  | LMGTE Pro | No. 99 Aston Martin Racing V8    | 2:00.175 | 17     |
| 18  | LMGTE Pro | No. 97 Aston Martin Racing       | 2:00.333 | 18     |
| 19  | LMGTE Pro | No. 91 Porsche Team Manthey      | 2:00.651 | 19     |
| 20  | LMGTE Pro | No. 51 AF Corse                  | 2:00.701 | 20     |
| 21  | LMGTE Pro | No. 92 Porsche Team Manthey      | 2:01.591 | 21     |
| 22  | LMGTE Am  | No. 98 Aston Martin Racing       | 2:01.998 | 22     |
| 23  | LMGTE Pro | No. 71 AF Corse                  | 2:02.156 | 23     |
| 24  | LMGTE Am  | No. 50 Larbre Compétition        | 2:02.937 | 24     |
| 25  | LMGTE Am  | No. 88 Abu Dhabi-Proton Racing   | 2:03.134 | 25     |
| 26  | LMGTE Am  | No. 83 AF Corse                  | 2:03.482 | 26     |
| 27  | LMGTE Am  | No. 72 SMP Racing                | 2:04.114 | 27     |
| 28  | LMGTE Am  | No. 96 Aston Martin Racing       | 2:05.050 | 28     |
| 29  | LMGTE Am  | No. 77 Dempsey Racing-Proton     | 2:06.024 | 29     |

## Carrera
Resultados por clase
| Pos. general | Pos. clase | Clase     | N.° | Escudería                 | Pilotos                                               | Automóvil                | Vueltas | Tiempo/Retirado | Campeonato | Campeonato |
| Pos. general | Pos. clase | Clase     | N.° | Escudería                 | Pilotos                                               | Automóvil                | Vueltas | Tiempo/Retirado | Pos.       | Puntos     |
| LMP          | LMP        | LMP       | LMP | LMP                       | LMP                                                   | LMP                      | LMP     | LMP             | LMP        | LMP        |
| ------------ | ---------- | --------- | --- | ------------------------- | ----------------------------------------------------- | ------------------------ | ------- | --------------- | ---------- | ---------- |
| 1            | 1          | LMP1      | 7   | Audi Sport Team Joest     | Marcel Fässler André Lotterer Benoît Tréluyer         | Audi R18 e-tron quattro  | 201     | 6:00:30.876     | 1          | 25         |
| 2            | 2          | LMP1      | 18  | Porsche Team              | Romain Dumas Neel Jani Marc Lieb                      | Porsche 919 Hybrid       | 201     | +4.610          | 2          | 18         |
| 3            | 3          | LMP1      | 1   | Toyota Racing             | Anthony Davidson Sébastien Buemi Kazuki Nakajima      | Toyota TS040 Hybrid      | 201     | +14.816         | 3          | 15         |
| 4            | 4          | LMP1      | 2   | Toyota Racing             | Alexander Wurz Stéphane Sarrazin Mike Conway          | Toyota TS040 Hybrid      | 200     | +1 vuelta       | 4          | 12         |
| 5            | 5          | LMP1      | 8   | Audi Sport Team Joest     | Lucas Di Grassi Loïc Duval Oliver Jarvis              | Audi R18 e-tron quattro  | 197     | +4 vueltas      | 5          | 10         |
| 6            | 1          | LMP2      | 26  | G-Drive Racing            | Roman Rusinov Julien Canal Sam Bird                   | Ligier JS P2-Nissan      | 185     | +16 vueltas     | 6          | 8          |
| 7            | 2          | LMP2      | 28  | G-Drive Racing            | Gustavo Yacamán Pipo Derani Ricardo González          | Ligier JS P2-Nissan      | 184     | +17 vueltas     | 7          | 6          |
| 8            | 3          | LMP2      | 42  | Strakka Racing            | Nick Leventis Danny Watts Jonny Kane                  | Strakka Dome S103-Nissan | 178     | +23 vueltas     | 8          | 4          |
| 19           | 4          | LMP2      | 47  | KCMG                      | Matthew Howson Richard Bradley Nick Tandy             | Oreca 05-Nissan          | 167     | +34 vueltas     | 9          | 2          |
| 22           | 5          | LMP2      | 35  | OAK Racing                | Jacques Nicolet Jean-Marc Merlin Erik Maris           | Ligier JS P2-Nissan      | 165     | +36 vueltas     | 10         | 1          |
| 24           | 6          | LMP2      | 31  | Extreme Speed Motorsports | Ed Brown Jon Fogarty David Brabham                    | HPD ARX-03B-HPD          | 165     | +36 vueltas     | 11         | 0.5        |
| Ret          | Ret        | LMP1      | 4   | Team ByKolles             | Simon Trummer Vitantonio Liuzzi Christian Klien       | CLM P1/01-AER            | 116     | Retirado        | Ret        | Ret        |
| Ret          | Ret        | LMP1      | 17  | Porsche Team              | Timo Bernhard Mark Webber Brendon Hartley             | Porsche 919 Hybrid       | 44      | Retirado        | Ret        | Ret        |
| Ret          | Ret        | LMP2      | 36  | Signatech Alpine          | Nelson Panciatici Paul-Loup Chatin Vincent Capillaire | Alpine A450b-Nissan      | 20      | Retirado        | Ret        | Ret        |
| EX           | EX         | LMP2      | 30  | Extreme Speed Motorsports | Scott Sharp Ryan Dalziel David Heinemeier Hansson     | HPD ARX-03B-HPD          | 183     | Excluido        | EX         | EX         |
| LMP2         |            |           |     |                           |                                                       |                          |         |                 |            |            |
| 6            | 1          | LMP2      | 26  | G-Drive Racing            | Roman Rusinov Julien Canal Sam Bird                   | Ligier JS P2-Nissan      | 185     | 6:00:38.357     | 1          | 25         |
| 7            | 2          | LMP2      | 28  | G-Drive Racing            | Gustavo Yacamán Pipo Derani Ricardo González          | Ligier JS P2-Nissan      | 184     | +1 vuelta       | 2          | 18         |
| 8            | 3          | LMP2      | 42  | Strakka Racing            | Nick Leventis Danny Watts Jonny Kane                  | Strakka Dome S103-Nissan | 178     | +7 vueltas      | 3          | 15         |
| 19           | 4          | LMP2      | 47  | KCMG                      | Matthew Howson Richard Bradley Nick Tandy             | Oreca 05-Nissan          | 167     | +18 vueltas     | 4          | 12         |
| 22           | 5          | LMP2      | 35  | OAK Racing                | Jacques Nicolet Jean-Marc Merlin Erik Maris           | Ligier JS P2-Nissan      | 165     | +20 vueltas     | 5          | 10         |
| 24           | 6          | LMP2      | 31  | Extreme Speed Motorsports | Ed Brown Jon Fogarty David Brabham                    | HPD ARX-03B-HPD          | 165     | +20 vueltas     | —          | —          |
| Ret          | Ret        | LMP2      | 36  | Signatech Alpine          | Nelson Panciatici Paul-Loup Chatin Vincent Capillaire | Alpine A450b-Nissan      | 20      | Retirado        | Ret        | Ret        |
| EX           | EX         | LMP2      | 30  | Extreme Speed Motorsports | Scott Sharp Ryan Dalziel David Heinemeier Hansson     | HPD ARX-03B-HPD          | 183     | Excluido        | EX         | EX         |
| LMGTE        |            |           |     |                           |                                                       |                          |         |                 |            |            |
| Pos. general | Pos. clase | Clase     | N.° | Escudería                 | Pilotos                                               | Automóvil                | Vueltas | Tiempo/Retirado | Campeonato | Campeonato |
| Pos. general | Pos. clase | Clase     | N.° | Escudería                 | Pilotos                                               | Automóvil                | Vueltas | Tiempo/Retirado | Pos.       | Puntos     |
| 9            | 1          | LMGTE Pro | 51  | AF Corse                  | Gianmaria Bruni Toni Vilander                         | Ferrari F458 Italia      | 172     | 6:02:05.007     | 1          | 25         |
| 10           | 2          | LMGTE Pro | 91  | Porsche Team Manthey      | Richard Lietz Michael Christensen                     | Porsche 911 RSR          | 172     | +10.664         | 2          | 18         |
| 11           | 3          | LMGTE Pro | 71  | AF Corse                  | Davide Rigon James Calado                             | Ferrari F458 Italia      | 172     | +23.027         | 3          | 15         |
| 12           | 4          | LMGTE Pro | 95  | Aston Martin Racing       | Christoffer Nygaard Marco Sørensen Nicki Thiim        | Aston Martin Vantage V8  | 171     | +1 vuelta       | 4          | 12         |
| 13           | 5          | LMGTE Pro | 97  | Aston Martin Racing       | Darren Turner Stefan Mücke                            | Aston Martin Vantage V8  | 171     | +1 vuelta       | 5          | 10         |
| 14           | 6          | LMGTE Pro | 99  | Aston Martin Racing       | Alex MacDowall Fernando Rees Richie Stanaway          | Aston Martin Vantage V8  | 171     | +1 vuelta       | 6          | 8          |
| 15           | 7          | LMGTE Pro | 92  | Porsche Team Manthey      | Patrick Pilet Frédéric Makowiecki                     | Porsche 911 RSR          | 170     | +2 vueltas      | 7          | 6          |
| 16           | 1          | LMGTE Am  | 98  | Aston Martin Racing       | Paul Dalla Lana Pedro Lamy Mathias Lauda              | Aston Martin Vantage V8  | 168     | +4 vueltas      | 8          | 4          |
| 17           | 2          | LMGTE Am  | 83  | AF Corse                  | François Perrodo Emmanuel Collard Rui Águas           | Ferrari F458 Italia      | 168     | +4 vueltas      | 9          | 2          |
| 18           | 3          | LMGTE Am  | 72  | SMP Racing                | Viktor Shaytar Andrea Bertolini Aleksey Basov         | Ferrari F458 Italia      | 168     | +4 vueltas      | 10         | 1          |
| 20           | 4          | LMGTE Am  | 96  | Aston Martin Racing       | Francesco Castellacci Roald Goethe Stuart Hall        | Aston Martin Vantage V8  | 166     | +6 vueltas      | 11         | 0.5        |
| 21           | 5          | LMGTE Am  | 88  | Abu Dhabi-Proton Racing   | Christian Ried Khaled Al Qubaisi Klaus Bachler        | Porsche 911 RSR          | 166     | +6 vueltas      | 12         | 0.5        |
| 23           | 6          | LMGTE Am  | 77  | Dempsey-Proton Racing     | Patrick Dempsey Patrick Long Marco Seefried           | Porsche 911 RSR          | 165     | +7 vueltas      | 13         | 0.5        |
| 25           | 7          | LMGTE Am  | 50  | Larbre Compétition        | Gianluca Roda Paolo Ruberti Kristian Poulsen          | Chevrolet Corvette C7    | 160     | +12 vueltas     | 14         | 0.5        |
| LMGTE Am     |            |           |     |                           |                                                       |                          |         |                 |            |            |
| 16           | 1          | LMGTE Am  | 98  | Aston Martin Racing       | Paul Dalla Lana Pedro Lamy Mathias Lauda              | Aston Martin Vantage V8  | 168     | 6:00:59.036     | 1          | 25         |
| 17           | 2          | LMGTE Am  | 83  | AF Corse                  | François Perrodo Emmanuel Collard Rui Águas           | Ferrari F458 Italia      | 168     | +13.712         | 2          | 18         |
| 18           | 3          | LMGTE Am  | 72  | SMP Racing                | Viktor Shaytar Andrea Bertolini Aleksey Basov         | Ferrari F458 Italia      | 168     | +29.539         | 3          | 15         |
| 20           | 4          | LMGTE Am  | 96  | Aston Martin Racing       | Francesco Castellacci Roald Goethe Stuart Hall        | Aston Martin Vantage V8  | 166     | +2 vueltas      | 4          | 12         |
| 21           | 5          | LMGTE Am  | 88  | Abu Dhabi-Proton Racing   | Christian Ried Khaled Al Qubaisi Klaus Bachler        | Porsche 911 RSR          | 166     | +2 vueltas      | 5          | 10         |
| 23           | 6          | LMGTE Am  | 77  | Dempsey-Proton Racing     | Patrick Dempsey Patrick Long Marco Seefried           | Porsche 911 RSR          | 165     | +3 vueltas      | 6          | 8          |
| 25           | 7          | LMGTE Am  | 50  | Larbre Compétition        | Gianluca Roda Paolo Ruberti Kristian Poulsen          | Chevrolet Corvette C7    | 160     | +8 vueltas      | 7          | 6          |

Fuentes: FIA WEC.